# Экстракт семян грейпфрута
Экстракт семян грейпфрута — жидкий экстракт семян, мякоти и белых мембран грейпфрута. Для получения экстракта семян грейпфрута и мякоти без сока измельчаются и смешиваются с глицерином. Коммерческие экстракты производят из семян, мякоти и глицерина. Продается в качестве БАДа, используется в косметике.

## История грейпфрута
Грейпфрут — субтропическое цитрусовое дерево, выращиваемое ради фруктов первоначально известных как «запретный плод» из Барбадоса. Впервые фрукт был описан в 1750 году преподобным Гриффитом Хьюзом при описании образцов с Барбадоса. Используются все части плода. В основном его едят из-за резкого сока. Корки используют для масел в ароматерапии, также они служат источником пищевых волокон. Семена и мякоть, как побочные продукты при производстве сока, идут для производства экстракта семян грейпфрута или на корм скоту.

## Эффективность
Несмотря на утверждения, что экстракт обладает антимикробным действием, никаких научных доказательств этому нет. По некоторым данным, антимикробное действие было вызвано загрязнением или добавлением к коммерческим экстрактам синтетических противомикробных средств или консервантов. В экстрактах, приготовленных в чистых условиях в лаборатории, заметное антимикробное действие не было отмечено. Хотя экстракт семян цитрусовых продается на рынке здорового питания, убедительных доказательств его антимикробных свойств нет.
Исследование, в котором изучались противовирусные свойства экстракта, показало, что он не обладает действием дезинфектанта против калицивироза и парвовируса у кошек.

## Фитохимические вещества
Анализ показывает, что фитохимические вещества экстракта семян и мякоти представляют собой флавоноиды, аскорбиновую кислоту (витамин С), токоферолы, лимонную кислоту, лимоноиды, стеролы и минеральные вещества.

## Производство
Экстракт получают путем измельчения семян грейпфрута и мякоти без сока, а затем смешивания с глицерином. Коммерческий экстракт производится из семян, мякоти, глицерина и синтетических консервантов.

## Заявления о вреде для здоровья и проблемы безопасности
Хотя в индустрии БАДов циркулируют заявления о пользе экстракта семян грейпфрута для здоровья, по состоянию на 2018 год нет никаких научных доказательств по результатам высококачественных клинических исследований того, что он оказывает какое-либо воздействие на здоровье. Фитохимические вещества в семенах грейпфрута, особенно фуранокумарины и флавоноиды, могут оказывать неблагоприятное воздействие на здоровье в результате их взаимодействия с лекарствами, что влияет на терапевтический эффект примерно 85 рецептурных препаратов . Основная проблема безопасности у экстракта семян грейпфрута — ингибирование фермента печени цитохрома P450, который контролирует метаболизм лекарств в печени; его ингибирование экстрактом непредсказуемо увеличивает концентрацию прописанных лекарств в крови.